# 相位轉繞誤差
相位轉繞誤差（英語：Phase Wind-up）是指由人造衛星因某種因素（例如太陽能面板朝著太陽轉動）發生緩慢轉動，連帶衛星天線產生的緩慢轉動，使得衛星與測站之間的幾何關係產生變動，造成相位觀測的誤差。相位轉繞誤差與衛星天線相位中心偏差、測站位移影響、硬體延遲四種誤差皆屬於出現在使用單一接收器進行單點觀測時，無法用差分消去，必須以模式解算的方式來估計和降低。其中相位轉繞誤差可以用數學模式解算。